# 8 minuti
8 minuti è un film del 2018 diretto da Dado Martino.

## Distribuzione
Il film è stato distribuito nelle sale cinematografiche italiane dall'11 aprile 2018.